# Mario Diana
Mario Diana (Simala, 9 maggio 1947) è un politico italiano, già presidente della Provincia di Oristano.

## Biografia
Imprenditore nel settore della ricambistica d’auto e in quello immobiliare; appassionato di calcio, è stato anche presidente della FIGC oristanese e consigliere regionale della stessa Federazione; ha anche ricoperto il ruolo di presidente della società calcistica Ales e poi della Tharros.
Militante della Democrazia Cristiana, nella corrente dorotea, viene eletto nel Consiglio comunale di Oristano nel 1990. Nella seconda metà degli anni '90 aderisce ad Alleanza Nazionale, con cui nel 2000 viene eletto presidente della provincia di Oristano. Nel 2001 entra anche in consiglio regionale, mantenendo il doppio incarico fino al 2005. In tale anno viene confermato consigliere regionale con AN, ruolo che ricoprirà ancora dal 2009 con il Popolo della Libertà, di cui è stato capogruppo fino a giugno 2012, per poi passare all'opposizione formando il gruppo consiliare denominato "Sardegna è già domani". 

### Procedimenti giudiziari
Dopo aver ricevuto un avviso di garanzia per peculato nell'ambito dell'inchiesta sui fondi ai partiti, nel 2013 Diana è stato arrestato per uso illecito di fondi destinati ai gruppi in Consiglio regionale, mentre nel 2018 è stato condannato a 5 anni e mezzo di reclusione.